# Aechmea iguana
Aechmea iguana es una especie fanerógama de la familia de Bromeliáceas, originaria de Costa Rica y Ecuador.

## Descripción
Son epífitas, probablemente grandes. Hojas y escapo desconocidos. Inflorescencia probablemente grande, paniculada, proximalmente 2(o más?)-compuesta; brácteas primarias 15-18 x 4-4.5 cm, el 1/ 2 proximal espinoso-serrado, aparentemente roja; ramas laterales 10-12 cm, con 2-8 espigas; espigas con 4-8 flores (polísticas?). Brácteas florales 1-1.2 cm, (más cortas que los ovarios?), ovado-triangulares, mucronato-atenuadas. Flores (sésiles?); sépalos 0.9-1 cm, lanceolados, con un mucrón 5 mm; pétalos lavanda.

## Taxonomía
Aechmea iguana fue descrita por Ludwig Wittmack y publicado en Botanische Jahrbücher für Systematik, Pflanzengeschichte und Pflanzengeographie 14(Beibl. 32): 3. 1891.
Etimología
Aechmea: nombre genérico que deriva del griego akme ("punta"), en alusión a los picos rígidos con los que está equipado el cáliz.
iguana: epíteto